# 肯亞友好城市或姐妹城市列表

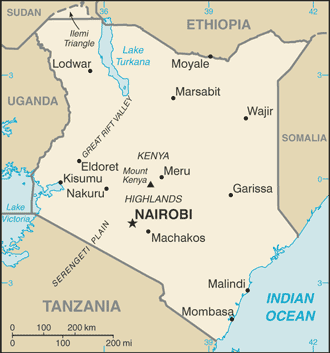
肯亞地圖

以下為肯亞城市結為友好城市或姐妹城市之列表。通常他們會被稱為「友好城市」（通常在歐洲）或者「姐妹城市」（通常在其他地方）。

## B
博美特郡
- 美國密尔沃基

布拉
- 美國紐伯里波特

## E
埃爾多雷特
- 美國綺色佳
- 美國明尼阿波利斯
- 美國樸茨茅斯

伊薩巴魯
- 美國埃姆斯伯里

## K
卡巴內特
- 德國許爾特

基蘇木
- 美國波德
- 美國洛亞諾克

## M
馬薩比特
- 美國海恩斯維爾

蒙巴薩
- 南非德班[8]
- 中國福州市[9]
- 中國廣州市[10]
- 美國檀香山[11]
- 美國長灘[12]
- 美國西雅圖[13]

## N
奈洛比
- 衣索比亞亚的斯亚贝巴[15]
- 美國丹佛
- 中國昆明市
- 美國洛厄尔[16]
- 美國羅里
- 巴西聖路易斯[17]

涅里
- 美國阿默斯特

## T
塔韋塔
- 挪威梅爾許斯

錫卡
- 美國迪克森

## U
瓦辛基蘇郡
- 美國史考茲谷

## W
瓦吉爾
- 土耳其哈利利耶（英语：Haliliye）